# Grace Phipps
Gracie Victoria Phipps Gillam (Austin, 4 de maio de 1992) é uma atriz, dançarina e cantora norte-americana, mais conhecida por interpretar Amy Martin na série The Nine Lives of Chloe King, Lela em Teen Beach Movie e Teen Beach 2 e April Young em The Vampire Diaries.

## Vida e carreira
Phipps nasceu em Austin, Texas, e foi criada em Boerne, Texas e San Antonio, Texas, onde se formou na Robert E. Lee High School, e The North East School of the Arts, com especialização em Teatro Musical. É filha de Kate e Gil Phipps e tem um irmão mais novo chamado Liam Phipps. Após sua formatura do ensino médio em 2010, Phipps se mudou para Los Angeles para perseguir uma carreira na atuação e imediatamente conseguiu o papel como Bree no remake de Fright Night, bem como dando origem ao papel de Amy na série cancelada The Nine Lives of Chloe King. Em 2012, ela foi escolhida como a nova personagem recorrente April Young em The Vampire Diaries.

## Filmografia
| Televisão | Televisão                    | Televisão          | Televisão                                                                                   |
| Ano       | Título                       | Papel              | Notas                                                                                       |
| --------- | ---------------------------- | ------------------ | ------------------------------------------------------------------------------------------- |
| 2011      | The Nine Lives of Chloe King | Amy Tiffany Martin | Papel principal; 10 episódios                                                               |
| 2012–13   | Diários de um Vampiro        | April Young        | Papel recorrente; 10 episódios                                                              |
| 2013      | Baby Daddy                   | Megan              | Papel recorrente; 3 episódios                                                               |
| 2013      | Sobrenatural                 | Hael               | Convidado; "I Think I'm Gonna Like It Here"                                                 |
| 2013      | Teen Beach Movie             | Lela               | Filme Disney Channel para a TV                                                              |
| 2014      | Austin & Ally                | Brandy Braxton     | Participação especial; "Directors & Divas" (Temporada 3, Episódio 11); Série Disney Channel |
| 2015      | Hawaii Five-0                | Erica Young        | Episódio: "Wawahi moeʻuhane Broken Dreams"                                                  |
| 2015      | Teen Beach 2                 | Lela               | Filme Disney Channel para a TV                                                              |
| 2015      | Csi Cyber                    | Vanessa Gillerman  | Episódio; "Selfie 2.0"                                                                      |
| 2015      | Scream Queens                | Mandy Greenwell    | 3 episódios; Série FOX                                                                      |
| 2017–18   | Z Nation                     | Sargento Lilly     | Papel principal; Temporada 4–5                                                              |

| Cinema | Cinema            | Cinema      | Cinema       |
| Ano    | Título            | Papel       | Notas        |
| ------ | ----------------- | ----------- | ------------ |
| 2011   | Fright Night      | Bree        |              |
| 2013   | The Signal        | Zoe         | Curta        |
| 2015   | Dark Summer       | Mona Wilson |              |
| 2015   | Some Kind of Hate | Kaitlyn     | Pós-Produção |

## Discografia

### Álbuns de trilha sonora
| Título           | Detalhes sobre o álbum                                                       |
| ---------------- | ---------------------------------------------------------------------------- |
| Teen Beach Movie | - Lançado: 16 jul 2013 - Label: Walt Disney - Formatos: CD, digital download |

### Singles
| "Cruisin' for a Bruisin'" (with Ross Lynch & Jason Evigan)                        | 2013 | 82 | 6 | 90 | 117 | Teen Beach Movie |
| "—" denota lançamentos que não gráfico ou não foram lançadas no mesmo território. |      |    |   |    |     |                  |

### Outras canções
| "Like Me" (with Maia Mitchell, Ross Lynch & Spencer Lee)                          | 2013 | 101 | 10 | — | 177 | Teen Beach Movie |
| "—" denota lançamentos que não gráfico ou não foram lançadas no mesmo território. | 2013 |     |    |   |     | Teen Beach Movie |